# Anders Larsson (skådespelare)
Anders Gustav Larsson, född 11 september 1899 i Karlstad, död 11 april 1972 i Kristinehamn, var en svensk skådespelare och målare. Han blev känd under namnet Lill-Anders eftersom han bara var 147 cm lång.

## Filmografi
- 1922 – Fröken på Björneborg
- 1923 – Närkingarna
- 1925 – Skärgårdskavaljerer
- 1925 – Skeppargatan 40
- 1927 – Storgårds-Annas friare